# Kuninkaanmäki
Kuninkaanmäki  est un quartier du district de Hakunila à Vantaa en Finlande,.

## Description
Les quartiers voisins de Kuninkaanmäki sont Päiväkumpu et Hakkila à l'ouest, Itä-Hakkila au sud et Sotunki à l'est.
Au nord, Kuninkaanmäki est bordée par Sipoo et à l'ouest par la Lahdenväylä.
Environ 70 % des logements du quartier sont occupés par leur propriétaire et habités par de  nombreuses familles avec enfants,.

## Transports
Les liaisons par bus de Kuninkaanmäki sont diverses : il existe de nombreuses liaisons de Kuninkaanmäki à Hakunila, des liaisons directes vers Rautatientori et des correspondances avec la gare de Tikkurila.
Le lac Kuusijärvi se trouve à une courte distance du parc national de Sipoonkorpi et du pont Sudentassu pour le vélo et la marche.

## Nature
Le terrain de Kuninkaanmäki est très rocheux et le terrain dans la partie nord-est du quartier est très marécageux.
La majeure partie de Palokallio, une colline rocheuse boisée de 43 hectares dans le coin nord-est a été classée en tant que réserve naturelle en 2007.
Les vastes rochers au milieu s'élèvent à une hauteur maximale de 75 mètres au-dessus du niveau de la mer.
La partie ouest des hautes terres rocheuses est recouverte de pins, et du côté est, de sapins.
Au milieu du terrain de la zone protégée se trouve un creux dans lequel s'est formé un marais.
Le parc national de Sipoonkorpi est situé à proximité, et on peut le voir, par exemple, dans la faune de Palokallio.
Par exemple, les orignaux, les renards et les blaireaux ainsi que les foulques et les Accipiter sont des espèces qui se rencontrent, et leur mouvement est facilité par l'unité des zones forestières avec Sipoonkorvi,.
À la limite nord de Kuninkaanmäki, à la frontière de Sipoo, se trouve le marais Myyraksensuo, qui a été classé réserve naturelle.
La superficie de la réserve est de 12 hectares.
Surtout dans les zones broussailleuses du centre et du nord de la tourbière, le paysage a été préservé.
Il existe différents types de marais de conifères.
Le drainage et les constructions ont réduit la taille du marais, qui couvrait autrefois une superficie beaucoup plus grande.
La ceinture verte s'étendant d'est en ouest à travers Vantaa traverse Myyrasensuo.
La tourbière a été considérée comme une partie importante du réseau d'écosystèmes de tourbières dans la région.

## Galerie

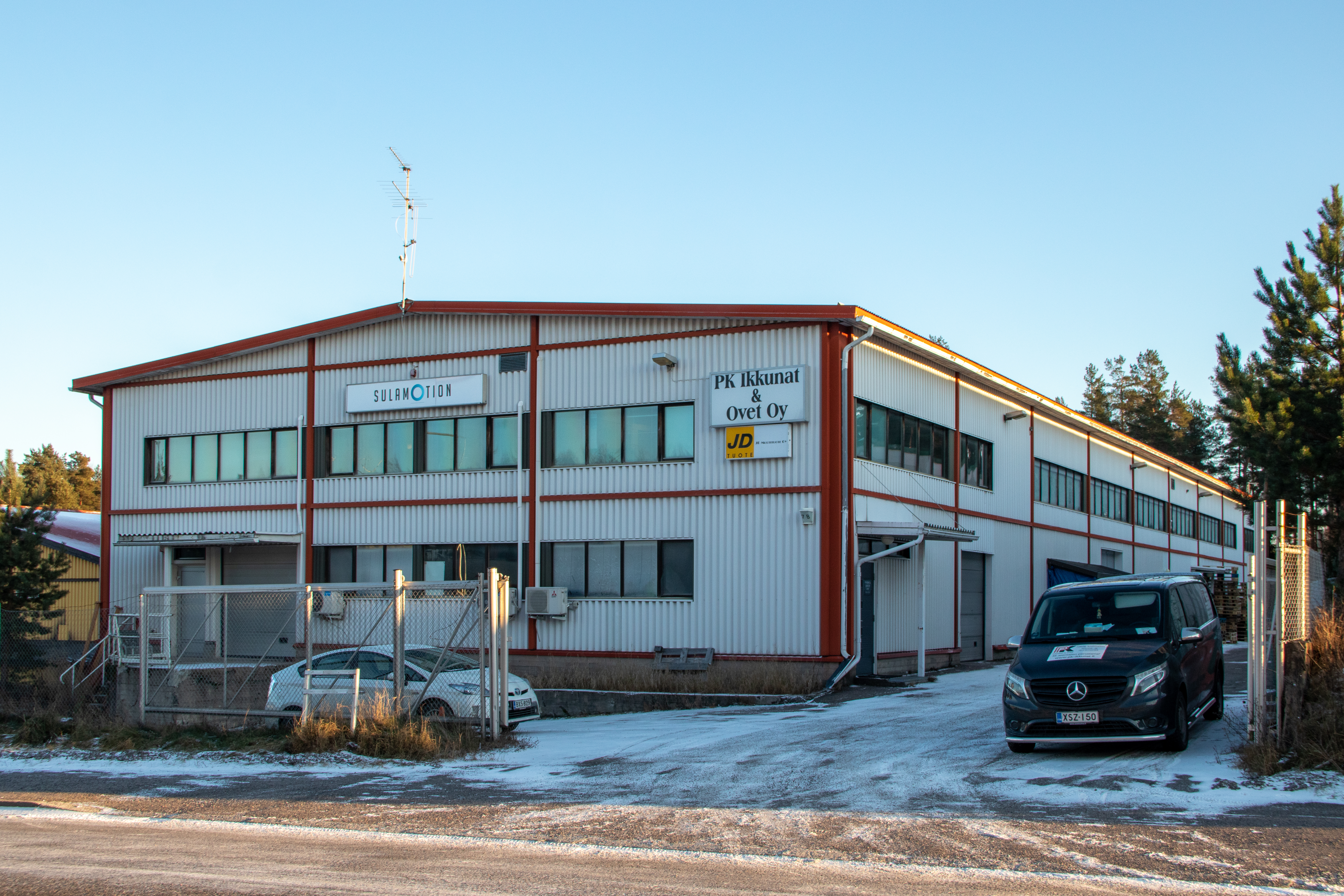
Bâtiment industriel rue Kivipyykintie.
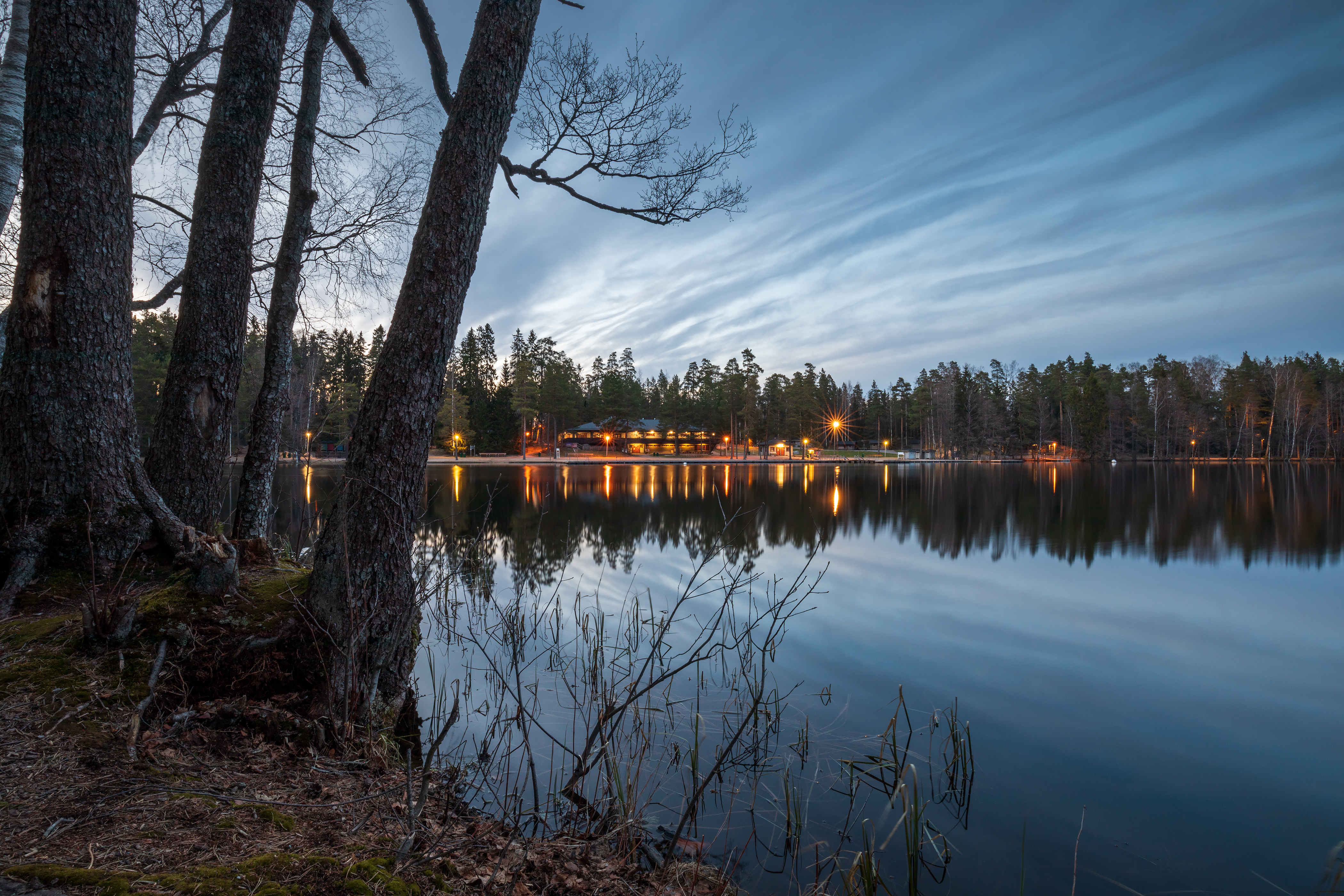
Soirée au bord du lac Kuusijärvi à Kuninkaanmäki,
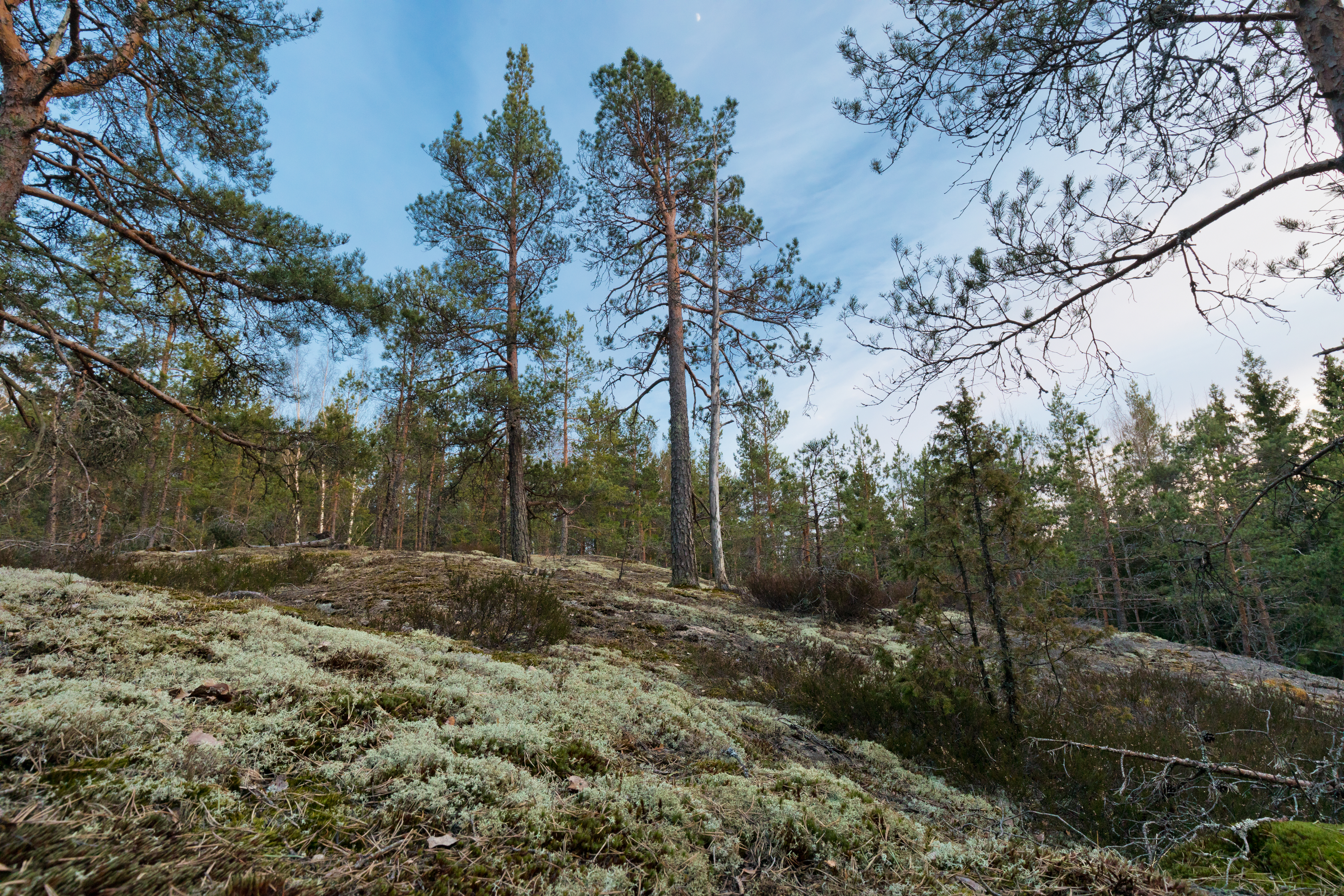
Forêt de conifères de Palokallio à Kuninkaanmäki.